# Funicolare degli Angioli
| |                     |                                 |             |
| Streckenlänge: | 0,142 km            |                                 |             |
| Spurweite: | 1000 mm (Meterspur) |                                 |             |
| Maximale Neigung: | 440 ‰               |                                 |             |
| Streckengeschwindigkeit: | 3,6 km/h            |                                 |             |
| |                     |                                 |             |
| \| \| \| Buslinien \| \| \| \| \| Lugano, Piazza Bernardino Luini \| 274 m ü. M.[1] \| \| \| \| \| \| \| \| \| Lugano, Via Clemente Maraini \| 325 m ü. M.[1] \| |                     |                                 |             |
| |                     | Buslinien                       |             |
| Haltepunkt / Haltestelle Streckenanfang |                     | Lugano, Piazza Bernardino Luini | 274 m ü. M. |
| Strecke |                     |                                 |             |
| Haltepunkt / Haltestelle Streckenende |                     | Lugano, Via Clemente Maraini    | 325 m ü. M. |

Die Funicolare degli Angioli (übersetzt Standseilbahn der Engel) war ein von 1913 bis 1986 betriebener Schrägaufzug in Lugano im Schweizer Kanton Tessin, der das ehemalige Grand Hotel Bristol bediente. Bei der in der Schweiz einzigartigen Konstruktion hing das Gegengewicht an einem Flaschenzug.

## Geschichte
Der Schrägaufzug wurde durch die von August Stigler in Mailand gegründete Firma erbaut und am 24. Juli 1913 eröffnet. Bauherrin war die Socièta Funicolare degli Angioli (FA) von 1910. Namensgebend war die 1515 fertiggestellte Kirche Santa Maria degli Angioli. Die Bergstation war durch eine Passerelle mit dem Hotel verbunden.
Im Januar 1973 übergab die Eigentümerin den Aufzug an die Stadt Lugano. Nach der Schliessung des Hotels im Jahr 1981 bediente der Aufzug das Quartier, aber die Passagierzahlen gingen «jedes Jahr markant zurück» (1980: 89'956, 1982: 47'305, 1983: 42'567, 1984: 22'286). Die letzte Fahrt erfolgte am 5. Oktober 1986. Die Stadt stellte den Betrieb im folgenden Dezember «vorübergehend» ein und die Konzession lief 1988 ohne Erneuerung aus. Es gab Pläne, den Aufzug durch eine Rolltreppe zu ersetzen. Der Wagen wurde am 25. Februar 2012 aus der Bergstation entfernt.
Die Funicolare degli Angioli ist unter der KGS-Nummer 05549 in das Schweizerische Inventar der Kulturgüter von regionaler Bedeutung (B-Objekt) eingetragen. Im Schweizer Seilbahninventar ist sie als Seilbahn von nationaler Bedeutung eingestuft.

## Strecke und Technik
Die 142 Meter lange Strecke führt von der am Luganersee gelegenen Piazza Bernardino Luini zum 51 Höhenmeter höher gelegenen Hotel an der Via Clemente Maraini. Direkt neben dem Aufzug verläuft eine breite Treppe. Über die Via Clemente Maraini können der Bahnhof Lugano und die anglikanische Kirche erreicht werden.
Der Wagen hatte vier Abteile und fasste 26 Passagiere. Die Bergstation liegt am Hang und ist strassenseitig dreigeschossig. Der Wagen fuhr in das oberste Geschoss ein, wobei sich das Gegengewicht an einem Flaschenzug in einem Schacht der Station absenkte. Der Antrieb erfolgte durch einen Elektromotor.

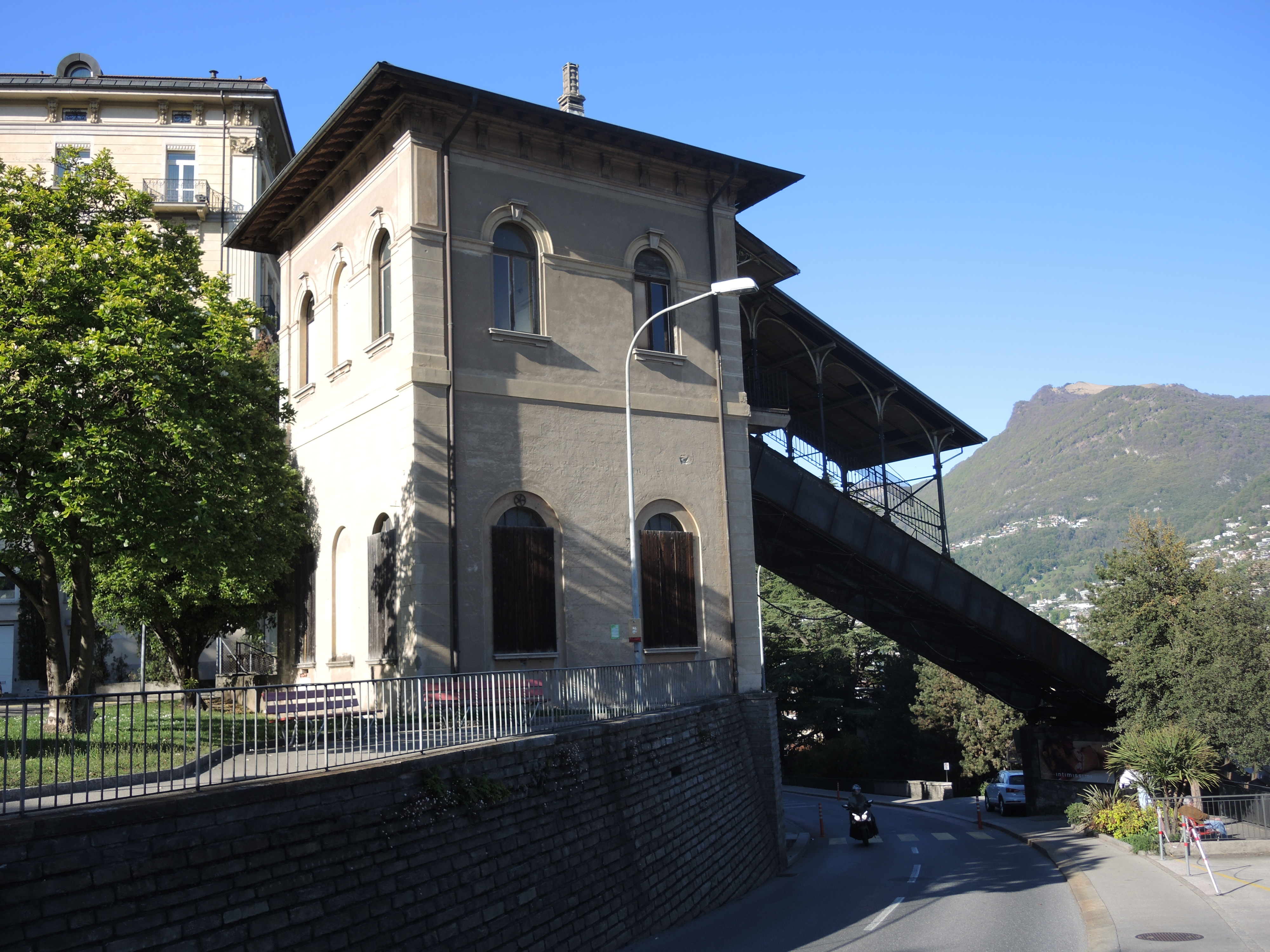
Bergstation, 2023
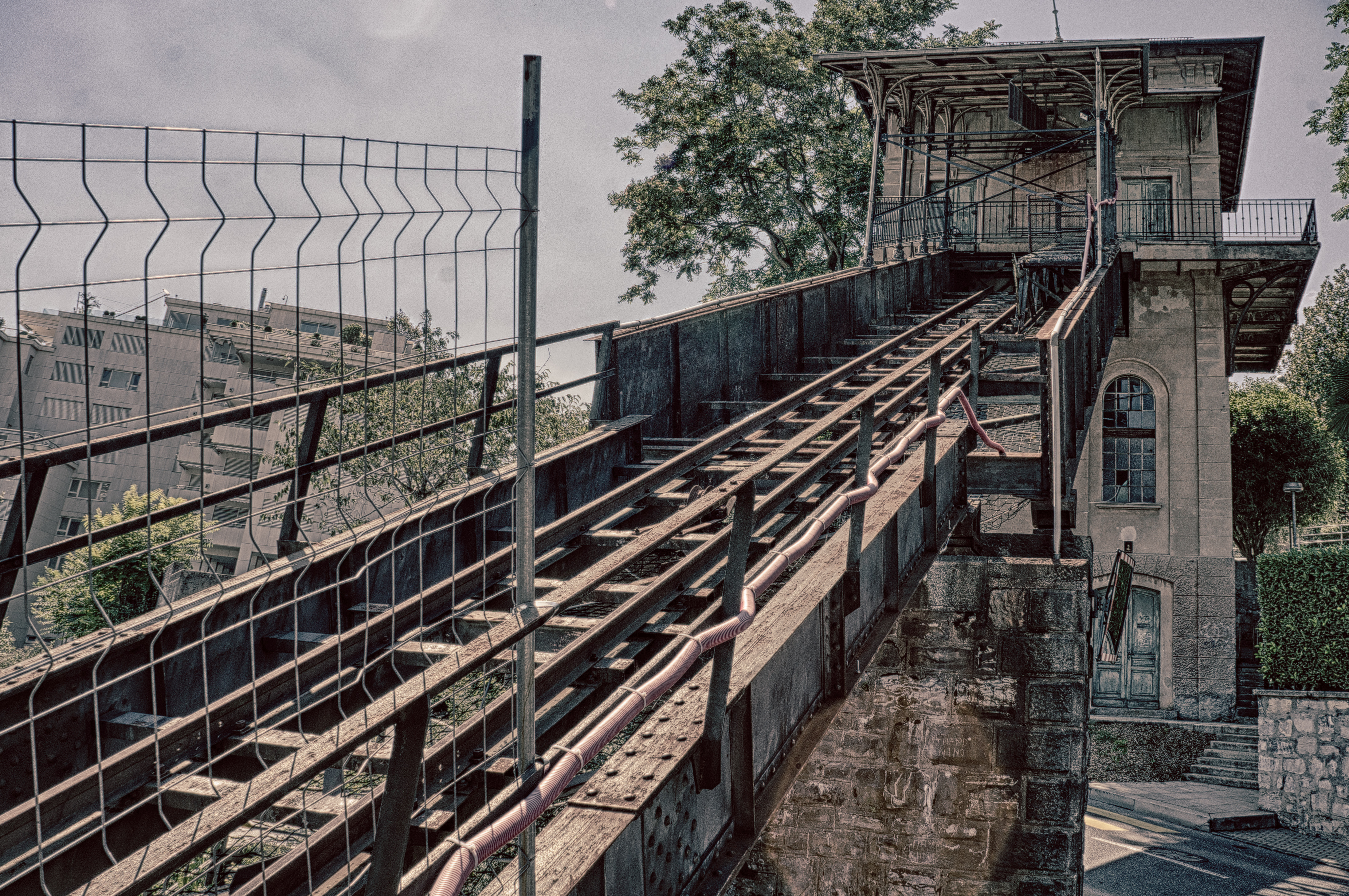
Detailaufnahme, 2013
Station und Hotel, 1950